# Comité olympique et sportif luxembourgeois
Le Comité olympique et sportif luxembourgeois est le représentant du Luxembourg au Comité international olympique (CIO) ainsi que le fédérateur des fédérations sportives luxembourgeoises. Il appartient aux Comités olympiques européens et est localisé à Strassen.
Le comité est fondé en 1912 et reconnu par le Comité international olympique la même année. 